# KFC De Kempen
KFC De Kempen  is een Belgische voetbalclub uit Tielen en Lichtaart. De club is aangesloten bij de KBVB met stamnummer 4469 en heeft geel en blauw als kleuren.
De huidige club ontstond in 2007 na de fusie van KVV Lichtaart Sport en VC Tielen. De club heeft twee teams in de Belgische seniorenreeksen. KFC De Kempen A speelt vanaf seizoen 2024-2025 terug in de 3de amateurklasse. KFC De Kempen B komt uit in 4de Provinciale Antwerpen. Wedstrijden worden gespeeld in het Staf Janssenstadion in Tielen.

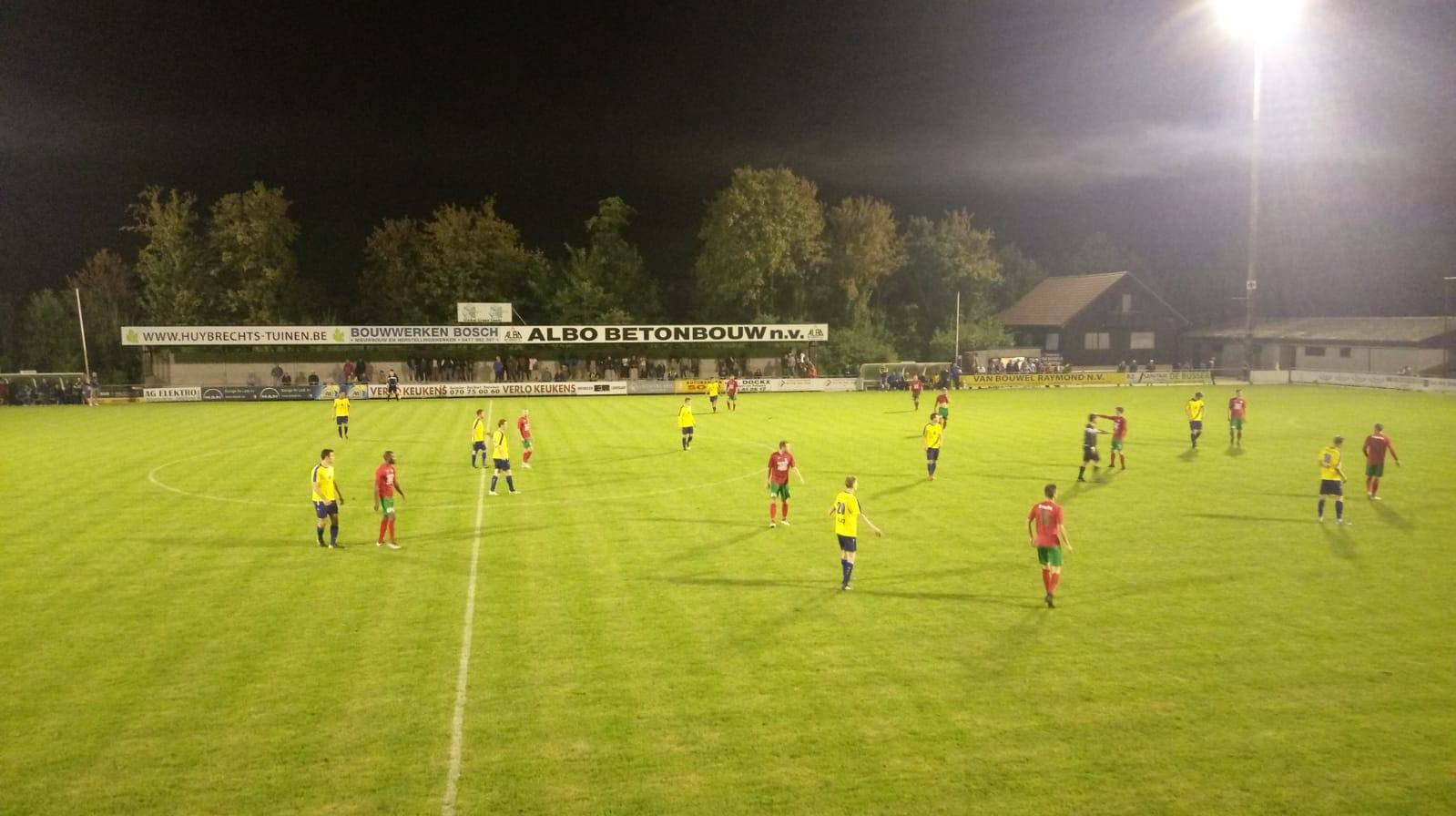
Zicht op staantribune van het Staf Janssensstadion

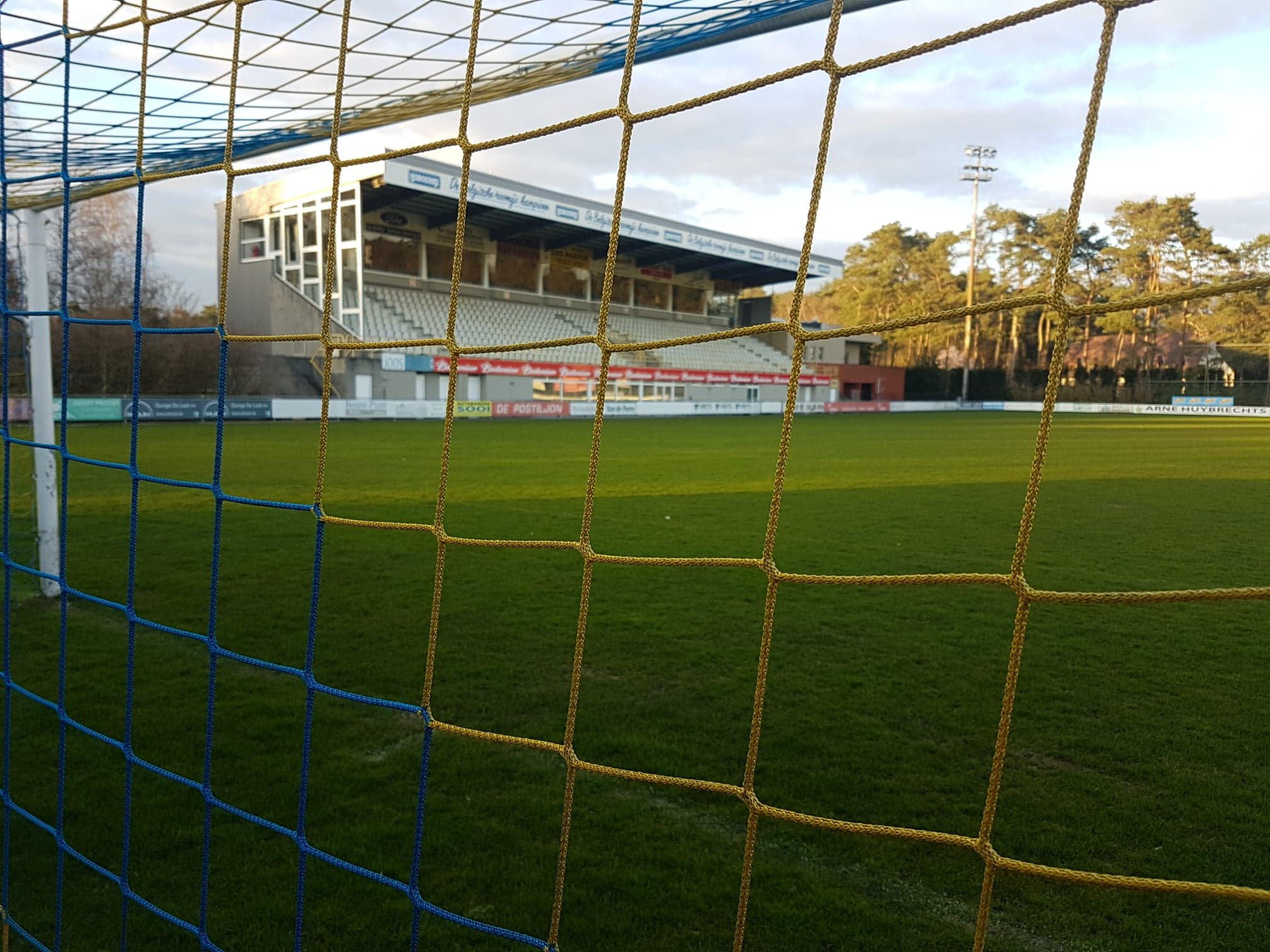
Zicht op zittribune van het Staf Janssensstadion

## Geschiedenis

### De fusie
VV Lichtaart Sport ontstond in de jaren 40 en sloot aan bij de voetbalbond. De club kreeg stamnummer 4469 toegekend. Lichtaart Sport bleef de volgende decennia in de Belgische provinciale reeksen spelen. In 2001 werd de club kampioen in Tweede Provinciale, en in 2005 bereikte men uiteindelijk voor het eerst in de clubgeschiedenis de nationale reeksen. Dit eerste seizoen in Vierde klasse verliep echter moeilijk. Lichtaart strandde op de op twee na laatste plaats, en degradeerde weer.
In Eerste Provinciale vond de club het naburige VC Tielen terug. VC Tielen was een jonge club, in 1999 opgericht na het verdwijnen van voormalig nationaler KFC Tielen, en aangesloten bij de KBVB met stamnummer 9326. In de jaren 90 kwam KFC Tielen uit in 2de nationale. Het hoogtepunt voor de club was het bereiken van de halve finale van de Beker van België 1996-1997. Hierin werd het echter uitgeschakeld door RSC Anderlecht.
In 2007 fusioneerden beide clubs. De fusieclub werd KFC De Kempen Tielen-Lichtaart gedoopt, en speelde verder met stamnummer 4469. Stamnummer 9326 van VC Tielen werd weer geschrapt. 

### 2007-2010: Bovenaan in 1ste provinciale
De jonge club start zijn geschiedenis in de Antwerpse Eerste Provinciale. De eerste twee seizoenen draaide de club mee in de linkerkolom. In het seizoen 2009-2010 slaagde De Kempen erin om kampioen te worden en promoveerde hierdoor naar toenmalige 4de Klasse. 

### 2010-2012: Een goede start
Het eerste jaar in de nationale reeksen was een succes voor de club. Men eindigde in de linkerkolom en maakte zelfs op het einde van het seizoen nog kans op promotie naar de 3de klasse. Door het behalen van een eindronde ticket tijdens het seizoen moest de wedstrijd Oosterzonen - KFC De Kempen beslissen wie mocht promoveren. Oosterzonen bleek daarin te sterk. 
Het 2de seizoen in 4de klasse verliep veel minder vlot. Na een moeizaam seizoen waarin KFC De Kempen maar 21 punten kon rapen degradeerde de club opnieuw naar 1ste provinciale.

### 2012-2017: De onverwachte degradatie
De volgende vijf seizoen treedt KFC De Kempen aan in 1ste provinciale. De eerste drie seizoenen eindigt de club steevast in de linkerkolom. In het eerste seizoen wordt zelfs de Beker van Antwerpen gewonnen. In de finale is De Kempen met 3-1 te sterk voor Heikant-Berlaar.
Vanaf het vierde seizoen loopt het niet meer vlot op sportief vlak en in het vijfde seizoen leidt dit zelfs tot de degradatie. Voor het eerst in de nog jonge clubgeschiedenis zakt de Kempische club naar de 2de provinciale.

### 2017-2018: De wederopstanding
KFC De Kempen speelt gedurende het hele seizoen heel erg sterk. De club behaalt maar liefst 73 punten maar dit blijkt alsnog niet voldoende voor de kampioenentitel. KFC Wuustwezel doet net iets beter en eindigt het seizoen als kampioen. Via de eindronde slaagt De Kempen er toch in om opnieuw te promoveren naar 1ste provinciale. In de eindronde is het te sterk voor RVC Hoboken en Sporting Tisselt.

### 2018-2019: Terug van weggeweest
Na één seizoen in 2de provinciale is KFC terug in zijn vertrouwde omgeving. Het wordt een rustig seizoen met enkele ruime overwinningen tegen FC Heikant (6-1), Mariekerke (0-7), Rochus Deurne (5-0), St Job (8-0) en Oppuurs (0-5). Bij momenten wordt er wervelend voetbal gespeeld. Maar een zwak einde, 2 op 18, doen KFC nog enkele plaatsen zakken in het klassement. Topschutter Kenny Geudens eindigt het seizoen met 24 doelpunten en evenaart zo het record van Jonas Geerts als topschutter aller tijden voor KFC De Kempen. Beiden spelers scoorden 47 doelpunten in competitie.
Het seizoen eindigt de ploeg met een positieve noot. Op zondag 5 mei 2019 wint de club voor de 2de keer in zijn geschiedenis de Beker van Antwerpen. In de finale is het met 4-1 te sterk voor Zandvliet Sport. 

### 2019-2020: Unieke dubbele promotie
Seizoen 2019-2020 begint KFC De Kempen zeer sterk. Met 8 overwinningen uit 10 matchen haalt KFC de 1ste periodetitel binnen. Nadien loopt het allemaal iets minder vlot maar KFC blijft wel aanvallend zeer sterk. Op vrijdag 27 maart 2020 wordt beslist om de competitie volledig stil te leggen n.a.v. het coronavirus. KFC eindigt 3de en scoorde het meeste doelpunten uit de reeks. 77 doelpunten uit 26 matchen. Door de beslissing van de Voetbalbond promoveert KFC De Kempen A naar de 3de Amateursliga als bijkomende stijger. 
Seizoen 2019-2020 is ook het seizoen van de ontbolstering van KFC De Kempen B. Na 4 seizoenen lijkt de jeugd van KFC De Kempen helemaal klaar om de poort naar 3de provinciale open te breken. Met een gemiddelde leeftijd van 19 jaar speelt het team het ganse seizoen op een zeer hoog niveau. Op de dag van de beëindiging staat KFC B helemaal bovenaan aan het klassement. De ploeg wordt uitgeroepen tot kampioen en zal vanaf seizoen 2020-2021 aantreden in 3de provinciale.

## Selectie 2019-2020

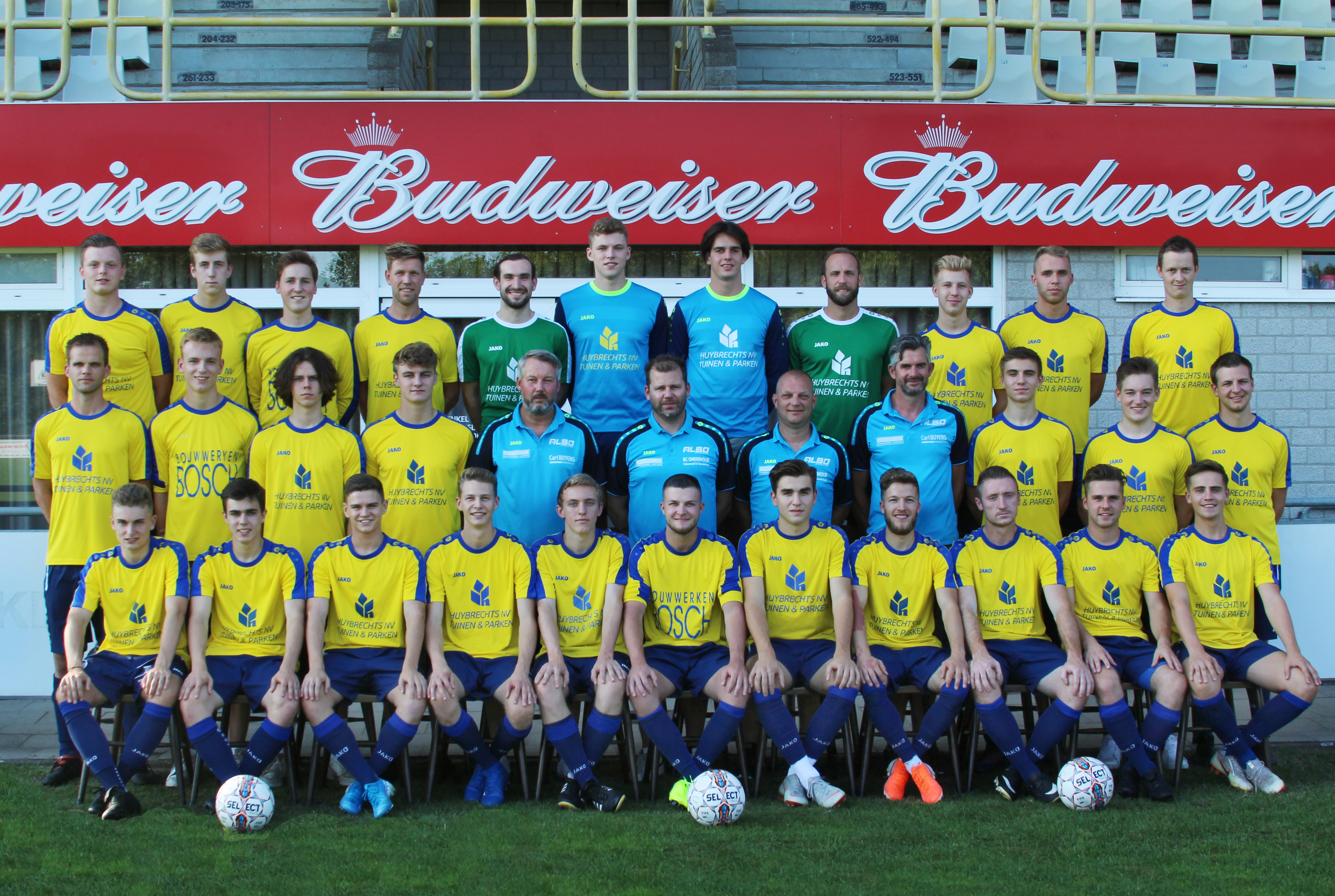
Ploegfoto 2019-2020

| Keepers               |            |
| Elias Boons           | 26-02-2001 |
| Philip De Winter      | 11-08-1985 |
| Jonas Janssens        | 17-08-2000 |
| Steven Verheyen       | 02-08-1995 |
| Verdedigers>          |            |
| Enno Heyns            | 18-11-1997 |
| Geert Lauwers         | 13-03-2001 |
| Kevin Spiessens       | 28-11-1987 |
| Michael Trommelen     | 08-05-1998 |
| Christof Van Bouwel   | 20-07-1990 |
| Didier Van Den Broeck | 30-05-2000 |
| Cisse Van de Perre    | 18-03-2000 |
| Glen Van Der Linden   | 29-08-1987 |
| Jarrik Vandeweghe     | 06-04-2001 |
| Fil Vervoort          | 08-04-1999 |
| Middenvelders         |            |
| Berre De Backer       | 25-04-2001 |
| Jorn De Kinderen      | 31-05-2000 |
| Zico Gielis           | 26-12-1988 |
| Senne Govers          | 10-07-1999 |
| Arne Hoefnagels       | 22-04-1992 |
| Thor Laenen           | 08-03-2000 |
| Jorn Lauwers          | 19-01-2000 |
| Michiel Meynendonckx  | 20-06-1996 |
| Willem Moris          | 10-05-2001 |
| Domien Van Den Putte  | 15-04-1991 |
| Robin Vanreusel       | 25-05-1998 |
| Stijn Vanreusel       | 11-12-1999 |
| Aanvallers            |            |
| Nick Jansen           | 06-08-1985 |
| Ruben Laureyssens     | 22-01-1997 |
| Kevin Lauryssen       | 05-05-1995 |
| Floriaan Maes         | 20-07-1999 |
| Dimitri Nesen         | 01-03-1991 |
| Hans Wynants          | 30-09-2002 |

- = aanvoerder

## Records

### Wedstrijdrecords KFC De Kempen A
| Naam                 | Periode(s) bij club  | Wedstrijden |
| -------------------- | -------------------- | ----------- |
| Gwen Van de Poel     | 2007-2014            | 185         |
| Wout Meeuwssen       | 2009-2012, 2013-2017 | 152         |
| Jonas Geerts         | 2008-2010, 2011-2015 | 135         |
| Domien Van den Putte | 2015 - ...           | 133         |
| Toon Vervoort        | 2011-2018            | 132         |
| Joachim Van Reeth    | 2008-2013            | 107         |
| Michael Trommelen    | 2015-...             | 103         |
| Cliff Mardulier      | 2011-2015            | 95          |
| Stief Goetschalckx   | 2007-2010            | 86          |
| Jonas Leysen         | 2007-2011, 2012-2014 | 86          |

Update 29/03/2020.

### Wedstrijdrecords KFC De Kempen B
| Naam                  | Periode(s) bij club | Wedstrijden |
| --------------------- | ------------------- | ----------- |
| Senne Govers          | 2016-...            | 95          |
| Floriaan Maes         | 2016-2020           | 93          |
| Robin Goris           | 2016-2019           | 75          |
| Fil Vervoort          | 2016-...            | 75          |
| Jens Van Steenbergen  | 2016-2019           | 69          |
| Jorn Lauwers          | 2016-...            | 65          |
| Jonas Van Steenbergen | 2016 - 2018         | 53          |
| Rik De Busser         | 2016-2018           | 50          |
| Jonas Janssens        | 2017-...            | 49          |
| Tim Boogers           | 2016-2019           | 47          |

Update 29/03/2020.

### Doelpuntrecords KFC De Kempen A
| Naam              | Periode(s) bij club  | Goals |
| ----------------- | -------------------- | ----- |
| Kenny Geudens     | 2017-2019            | 47    |
| Jonas Geerts      | 2008-2010, 2011-2015 | 47    |
| Toon Vervoort     | 2011-2018            | 42    |
| Wout Meeuwssen    | 2009-2012, 2013-2017 | 37    |
| Kenneth Ulenaers  | 2015-2017            | 28    |
| Marco Aquino      | 2008-2011            | 25    |
| Murat Ocak        | 2012-2014            | 24    |
| Arne Hoefnagels   | 2018-2020            | 21    |
| Kerim Hangissi    | 2012-2014            | 20    |
| Giovanni Huysmans | 2007-2009            | 20    |

Update 29/03/2020.

### Doelpuntrecords KFC De Kempen B
| Naam              | Periode(s) bij club | Goals |
| ----------------- | ------------------- | ----- |
| Floriaan Maes     | 2016-2020           | 38    |
| Rik De Busser     | 2016-2018           | 28    |
| Senne Govers      | 2016-...            | 20    |
| Ruben Laureyssens | 2018-...            | 18    |
| Jorn Lauwers      | 2017-...            | 18    |
| Fil Vervoort      | 2016-...            | 14    |
| Robin Goris       | 2016-2019           | 10    |
| Hans Ceusters     | 2016-2018           | 8     |
| Arne Nuyens       | 2017-2019           | 8     |
| Hans Wynants      | 2018-...            | 8     |

Update 29/03/2020.

## Mijlpalen KFC De Kempen A
1ste competitiematch
3 September 2007: KSK Branddonk - KFC De Kempen
1ste doelpunt in competitie
3 September 2007: Yves Leysen
250ste doelpunt in competitie
2 Maart 2013: Kerim Hangissi
500ste doelpunt in competitie
30 September 2017: Hans Ceusters

## Mijlpalen KFC De Kempen B
1ste competitiematch
26 Augustus 2016: KFC Beekhoek B - KFC De Kempen
1ste doelpunt in competitie
26 Augustus 2016: Kenneth Ulenaers
250ste doelpunt in competitie
1 Maart 2020: Willem Faes

## Palmares

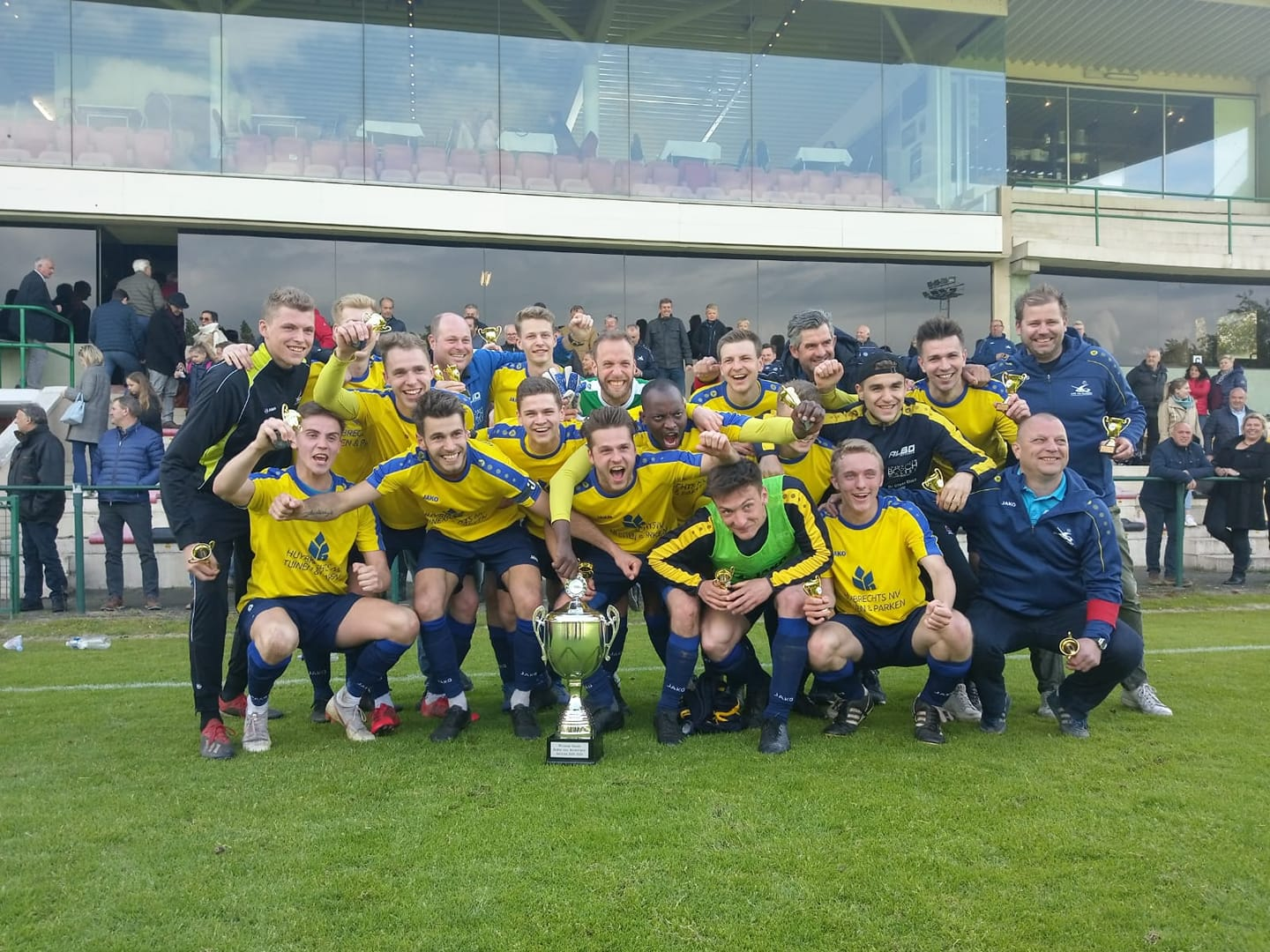
Winnaar Beker van Antwerpen 2019

Eerste Provinciale Antwerpen
kampioen: 2010
Beker van Antwerpen
winnaar: 2013, 2019

## Resultaten KFC De Kempen A
| Seizoen | Klasse | Klasse | Klasse | Klasse | Klasse | Klasse | Klasse | Klasse | Klasse | Reeks               | Punten | Opmerkingen                                                             |
|         | I      | I      | II     | III    | IV     | P.I    | P.II   | P.III  | P.IV   |                     |        |                                                                         |
| ------- | ------ | ------ | ------ | ------ | ------ | ------ | ------ | ------ | ------ | ------------------- | ------ | ----------------------------------------------------------------------- |
| 2007/08 |        |        |        |        |        | 7      |        |        |        | Eerste Prov. Antw.  | 43     |                                                                         |
| 2008/09 |        |        |        |        |        | 5      |        |        |        | Eerste Prov. Antw.  | 51     |                                                                         |
| 2009/10 |        |        |        |        |        | 1      |        |        |        | Eerste Prov. Antw.  | 69     |                                                                         |
| 2010/11 |        |        |        |        | 8      |        |        |        |        | Vierde klasse C     | 40     | Verlies in eindronde voor promotie tegen FC Oosterzonen                 |
| 2011/12 |        |        |        |        | 15     |        |        |        |        | Vierde klasse C     | 21     |                                                                         |
| 2012/13 |        |        |        |        |        | 8      |        |        |        | Eerste Prov. Antw.  | 49     | Winnaar Beker van Antwerpen na 3-1 winst tegen FC Heikant Berlaar       |
| 2013/14 |        |        |        |        |        | 5      |        |        |        | Eerste Prov. Antw.  | 48     |                                                                         |
| 2014/15 |        |        |        |        |        | 6      |        |        |        | Eerste Prov. Antw.  | 46     |                                                                         |
| 2015/16 |        |        |        |        |        | 10     |        |        |        | Eerste Prov. Antw.  | 37     |                                                                         |
|         | 1A     | 1B     | 1Am    | 2Am    | 3Am    | P.I    | P.II   | P.III  | P.IV   |                     |        |                                                                         |
| 2016/17 |        |        |        |        |        | 14     |        |        |        | Eerste Prov. Antw.  | 34     | Degradatie naar 2de provinciale.                                        |
| 2017/18 |        |        |        |        |        |        | 2      |        |        | Tweede Prov. Antw.  | 73     | Promotie naar 1ste provinciale.                                         |
| 2018/19 |        |        |        |        |        | 8      |        |        |        | Eerste Prov. Antw.  | 43     | Winnaar Beker van Antwerpen na 4-1 winst tegen Zandvliet Sport          |
| 2019/20 |        |        |        |        |        | 3      |        |        |        | Eerste Prov. Antw.  | 53     | Competitie stopgezet door coronavirus. Promotie als bijkomende stijger. |
| 2020/21 |        |        |        |        | -      |        |        |        |        | Derde afdeling VV B | -      | Seizoen geschrapt wegens Covid-19                                       |
| 2021/22 |        |        |        |        | 14     |        |        |        |        | Derde afdeling VV B | 22     | Degradatie                                                              |
| 2022/23 |        |        |        |        |        | 7      |        |        |        | Eerste Prov. Antw.  | 43     |                                                                         |
| 2023/24 |        |        |        |        |        | 3      |        |        |        | Eerste Prov. Antw.  | 55     |                                                                         |
| 2024/25 |        |        |        |        | 6      |        |        |        |        | Derde afdeling VV B | 47     |                                                                         |
| 2025/26 |        |        |        |        |        |        |        |        |        | Derde afdeling VV B |        |                                                                         |

## Resultaten KFC De Kempen B
| Seizoen | Klasse | Klasse | Klasse | Klasse | Klasse | Klasse | Klasse | Klasse | Klasse | Reeks              | Punten | Opmerkingen                                                                                     |
|         | 1A     | 1B     | 1Am    | 2Am    | 3Am    | P.I    | P.II   | P.III  | P.IV   |                    |        |                                                                                                 |
| ------- | ------ | ------ | ------ | ------ | ------ | ------ | ------ | ------ | ------ | ------------------ | ------ | ----------------------------------------------------------------------------------------------- |
| 2016/17 |        |        |        |        |        |        |        |        | 13     | Vierde Prov. Antw. | 29     |                                                                                                 |
| 2017/18 |        |        |        |        |        |        |        |        | 10     | Vierde Prov. Antw. | 36     |                                                                                                 |
| 2018/19 |        |        |        |        |        |        |        |        | 8      | Vierde Prov. Antw. | 49     |                                                                                                 |
| 2019/20 |        |        |        |        |        |        |        |        | 1      | Vierde Prov. Antw. | 58     | Competitie stopgezet door coronavirus. Uitgeroepen tot kampioen. Promotie naar 3de provinciale. |

## Bekende (oud-)spelers
- Mounir Biyadat
- Kevin Geudens
- Cliff Mardulier
- Francis Severeyns
- Sven Verdonck

## Dames Ploeg
KFC De Kempen heeft een damesploeg die uitkomt in de 2de Provinciale Antwerpen. Ze promoveerden in het seizoen 2023-2024 vanuit de 3de Provinciale na een knappe 2de plaats met een zeer jonge ploeg.